# Тејлор Крик (Охајо)
Тејлор Крик (енгл. Taylor Creek) насељено је место без административног статуса у америчкој савезној држави Охајо.

## Демографија
По попису из 2010. године број становника је 3.062.
| Група             | 2000.    | 2010.         |
| Белци             | 0 (0,0%) | 2.904 (94,8%) |
| Афроамериканци    | 0 (0,0%) | 66 (2,2%)     |
| Азијати           | 0 (0,0%) | 31 (1,0%)     |
| Хиспаноамериканци | 0 (0,0%) | 34 (1,1%)     |
| Укупно            | 0        | 3.062         |